# 超反磁性

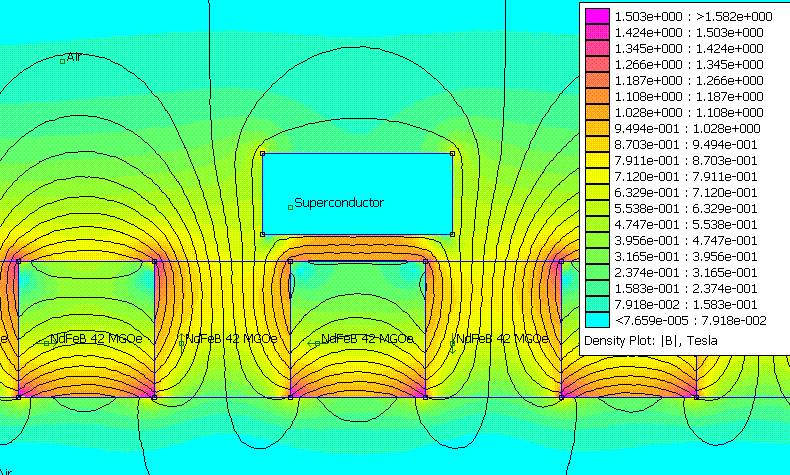
超伝導体は磁場中に置かれたとき本質的に完全反磁性材料として振る舞い、磁場を排除するため、磁束線が完全がその領域を避ける

超反磁性（英: superdiamagnetism）もしくは完全反磁性は特定の材料を低温下にしたときに起きる現象であり、透磁率が完全になく（磁化率{\displaystyle \chi _{v}} = −1）、内部磁場が排除されていることを特徴とする。
超反磁性は、物質の超伝導が相転移の段階であることを確立した。超伝導磁気浮上は、超伝導体に近づく永久磁石を反発する超反磁性と磁石が流れてしまうのを防ぐピン止め効果によるものである。
超反磁性は超伝導の特徴である。これは1933年にヴァルター・マイスナーとRobert Ochsenfeldにより確認されたが、超伝導が最初に形成されたときに起こるマイスナー効果とは異なると考えられ、すでに物体に入り込んでいる磁場の排除を伴う。

マイスナー効果の図。磁力線は臨界温度以下のとき超伝導体から排除される。

## 理論
フリッツ・ロンドンとハインツ・ロンドンは、磁束の排除は超伝導材料の表面を流れ超伝導体内の外部印加磁場をきっかり打ち消す磁場を発生させるスクリーニング電流によるものであるという理論を発展させた。これらのスクリーニング電流は超伝導材料が磁場の中に入るたびに生成される。これは、超伝導体がゼロ電気抵抗を有するため磁場内の材料の運動により引き起こされる「渦電流」は減衰しないという事実で理解される。1935年の王立協会で、フリッツは熱力学的状態は単一波動関数により記述されることを述べている。
「スクリーニング電流」は最初に普通の導電した金属が磁場の内部に置かれている状況でも現れる。金属が適切な転移温度以下に冷却されるとすぐに超伝導となる。この金属を冷却した時の磁場放出は、単にゼロ抵抗を仮定するだけでは説明することができず、マイスナー効果と呼ばれる。これは超伝導状態が準備の経緯に依存せず、温度、圧力、磁場の現在の値にのみ基づいており、よって真の熱力学的状態であることを示している。

## 参考資料
- Shachtman, Tom, Absolute Zero: And the Conquest of Cold. Houghton Mifflin Company,  December 1999. ISBN 0-395-93888-0